# Zahnstangenwinde

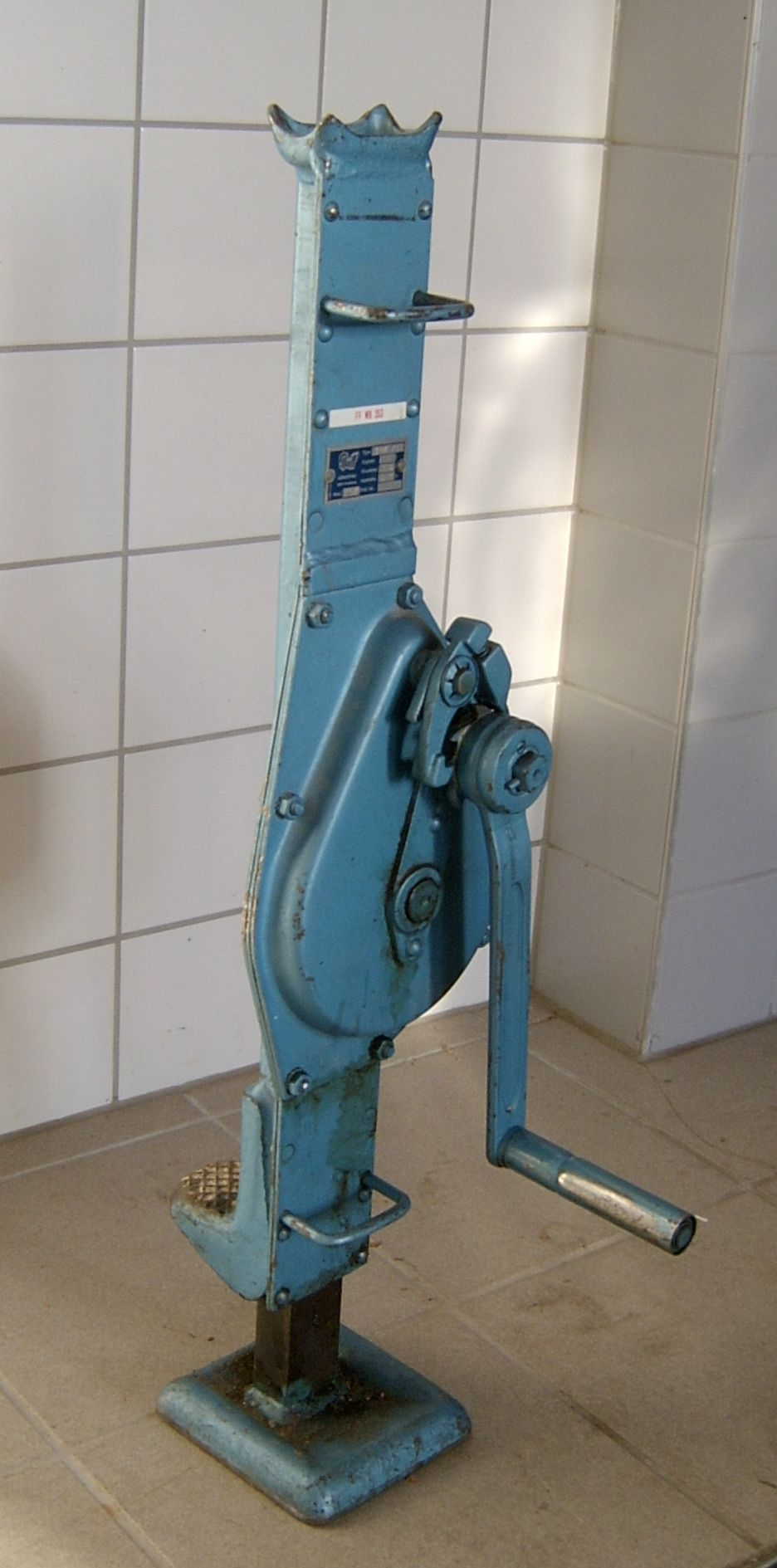
Zahnstangenwinde in der Ausführung als Universalwinde

Eine Zahnstangenwinde, auch Stockwinde genannt, ist ein mechanisches Hebezeug.
Mittels einer Kurbel wird ein Zahnrad entlang einer Zahnstange bewegt. Das Zahnrad ist auf einer Hülse, die über der Zahnstange gleiten kann, gelagert. Durch Drehen der Kurbel wird diese Hülse in Längsrichtung verschoben. Stellt man diese Winde zwischen zwei zu bewegende Teile, so kann man diese auseinander drücken.
Damit die Last die Winde beim Auslassen der Kurbel nicht zurückdrückt, ist noch ein Klinkenrad, das als Sperre dient, montiert.
Diese Art von Winden gibt es für verschiedene Belastungen von 10 kN (entspricht ungefähr der Gewichtskraft einer Tonne)  aufwärts bis zu besonders belastbaren Ausführungen, die eine Kraft von einigen hundert kN aufbringen können.
Da diese Winde einerseits sehr universell und sehr einfach zu bedienen ist und andererseits wenig Platz benötigt, wird sie beispielsweise im Katastrophenschutz, beim Technischen Hilfswerk sowie bei der Feuerwehr häufig verwendet.
Die bekannteste Anwendung ist wohl der Wagenheber.
In Österreich wird sie oft, da sie eigentlich aus dem Eisenbahnbau kommt, als Südbahnwinde oder Südbahnstütze bezeichnet.
In Norddeutschland wird sie auch als Daumenkraft bezeichnet.
Die Werkstatt des letzten Windenbauers in der Schweiz in Wila wurde in ihrem Originalzustand mit Transmissionsantrieben von einem Verein übernommen.

## Ähnliche Geräte
- Seilwinde
- Hebelade
- Hydraulikheber